# Asan Tongpeudeng
Asan Tongpeudeng is een bestuurslaag in het regentschap Pidie van de provincie Atjeh, Indonesië. Asan Tongpeudeng telt 652 inwoners (volkstelling 2010).